# Georg Stücklen (Politiker, 1875)
Georg Stücklen (* 24. Juli 1875 in Nürnberg; † 5. März 1956 in Heideck) war ein deutscher Politiker der CSU und erster Alterspräsident des Bayerischen Landtags in der Nachkriegszeit.

## Leben
Stücklens Eltern verstarben in frühen Jahren, 1879 kam er als Waise bei einem Onkel in Heideck unter. Er besuchte die römisch-katholische Volks- und Fortbildungsschule, anschließend absolvierte er die dreijährige Lehre zum Schlosser und war als Geselle in verschiedenen Werkstätten tätig. Nach seiner Meisterprüfung übernahm er 1898 eine alte Schlosserei. Ab 1915 nahm er als Soldat am Ersten Weltkrieg teil. Für seinen Einsatz erhielt er mehrere Auszeichnungen.
Am 26. Juni 1933 wurde Stücklen, so wie alle Ratsmitglieder der BVP in Heideck, in sogenannte „Schutzhaft“ genommen, danach stand er bis 1945 unter Polizeiaufsicht der Nationalsozialisten.
Sein Sohn Richard Stücklen war später Bundesminister für Post und Telekommunikation und Bundestagspräsident. Dessen Bruder Johann „Hans“ war lange Jahre Bürgermeister von Heideck.

## Politik
1922 wurde Stücklen erstmals zum Bürgermeister von Heideck gewählt. Das Amt führte er bis 1933 aus. Im April 1945 wurde er erneut zum ersten Bürgermeister von Heideck ernannt. Er bekleidete dieses Amt bis 1948. Am 21. November 1945 beteiligte sich an der Gründung des Kreisverbandes der CSU und wurde zu dessen Vorsitzendem gewählt. Er gehörte dem Kreistag und Kreisausschuss an. Darüber hinaus war er stellvertretender Landrat des Landkreises Hilpoltstein und übte weitere Ehrenämter aus, etwa als erster Schützenmeister des örtlichen Schützenvereins.
1946 wurde er in die Verfassunggebende Landesversammlung berufen. Bei der Landtagswahl im selben Jahr gewann er ein Mandat im Landtag. Als Alterspräsident hielt er am 16. Dezember 1946 die Eröffnungsrede des Parlaments, welches damals in der Aula der Universität München tagte. Nach der Wahl 1950 schied er aus dem Landtag aus.